# Comité européen des sports gaéliques
Pour les articles homonymes, voir ECB.
Le comité européen des sports gaéliques (anglais : European County Board (ECB) ; irlandais : Coiste chontae na hEorpa) est l'un des comités de la section overseas  de l'Association athlétique gaélique. Il est responsable de la gestion et du développement des sports gaéliques en Europe continentale (c'est-à-dire hors îles d'Irlande et de Grande-Bretagne).

## Compétitions
Le comité européen organise chaque année un championnat européen pour chaque sport gaélique : football gaélique, hurling et camogie.
Ce championnat annuel, nommé parfois euroligue, se déroule en plusieurs tournois répartis en Europe. À chaque tournoi, les équipes emportent un nombre de points dépendant de leur classement (25 points pour le vainqueur du tournoi, 20 points pour le second, etc.). En fin de saison, l'ensemble des points gagnés à chaque tournoi sont cumulés pour désigner le champion.

## Football gaélique
Depuis 2006, la compétition masculine de football gaélique comporte des manches qualificatives régionales. Le comité Europe est divisé en cinq régions : Benelux, Europe centrale et de l'Est, Ibérique, Nord-Ouest (France et îles Anglo-Normandes) et Scandinavie. De février à août, chaque équipe dispute une compétition régionale. Les meilleurs de chaque région sont qualifiées pour le championship. L'ensemble des autres équipes sont réparties dans deux autres divisions : le shield (ou intermediate) et le junior. Ces compétitions se déroulent de septembre à novembre.

## Hurling

### Palmarès
| Année | Vainqueur                                                  | Second                                                     |
| ----- | ---------------------------------------------------------- | ---------------------------------------------------------- |
| 2002  | CLG La Haye                                                | Zurich Inneoin                                             |
| 2003  | CLG La Haye                                                | Zurich Inneoin                                             |
| 2004  | Zurich Inneoin                                             | Munich Colmcilles                                          |
| 2005  | Zurich Inneoin                                             | Munich Colmcilles                                          |
| 2006  | Zurich Inneoin                                             | Belgium GAA                                                |
| 2007  | CLG La Haye                                                | GSC Luxembourg                                             |
| 2008  | GSC Luxembourg                                             | Belgium GAA                                                |
| 2009  | Belgium GAA                                                | CLG La Haye                                                |
| 2010  | Belgium GAA                                                | CLG La Haye                                                |
| 2011  | Zurich Inneoin                                             | CLG La Haye                                                |
| 2012  | CLG La Haye                                                |                                                            |
| 2013  | Belgium GAA                                                | CLG La Haye                                                |
| 2014  | Belgium GAA                                                | CLG La Haye                                                |
| 2015  | Belgium GAA                                                | Viking Gaels                                               |
| 2016  | Belgium GAA                                                | GSC Luxembourg                                             |
| 2017  | GSC Luxembourg                                             | Belgium GAA                                                |
| 2018  | Belgium GAA                                                |                                                            |
| 2019  | Belgium GAA                                                | GSC Luxembourg                                             |
| 2020  | Compétitions annulées en raison de la pandémie de Covid-19 | Compétitions annulées en raison de la pandémie de Covid-19 |
| 2021  | Compétitions annulées en raison de la pandémie de Covid-19 | Compétitions annulées en raison de la pandémie de Covid-19 |
| 2022  | GSC Luxembourg                                             | Belgium GAA                                                |
| 2023  | GSC Luxembourg                                             | Belgium GAA                                                |
| 2024  | GSC Luxembourg                                             | Viking Gaels                                               |

## Camogie

### Palmarès
| Année | Vainqueur                                                  | Second                                                     |
| ----- | ---------------------------------------------------------- | ---------------------------------------------------------- |
| 2008  | GSC Luxembourg                                             |                                                            |
| 2009  | GSC Luxembourg                                             |                                                            |
| 2010  | Belgium GAA                                                | GSC Luxembourg                                             |
| 2011  | Belgium GAA                                                | Zurich Inneoin                                             |
| 2012  | Paris Gaels                                                | Belgium GAA                                                |
| 2013  | Belgium GAA                                                | Paris Gaels                                                |
| 2014  | Belgium GAA                                                |                                                            |
| 2015  | Belgium GAA                                                |                                                            |
| 2016  | Belgium GAA                                                | GSC Luxembourg                                             |
| 2017  | Belgium GAA                                                | GSC Luxembourg                                             |
| 2018  | Belgium GAA                                                |                                                            |
| 2019  | Belgium GAA                                                | Hambourg GAA                                               |
| 2020  | Compétitions annulées en raison de la pandémie de Covid-19 | Compétitions annulées en raison de la pandémie de Covid-19 |
| 2021  | Compétitions annulées en raison de la pandémie de Covid-19 | Compétitions annulées en raison de la pandémie de Covid-19 |
| 2022  | Belgium GAA                                                | Belgium GAA rés.                                           |
| 2023  | Belgium GAA                                                | Hambourg GAA                                               |

## Liste des clubs
En 2025, il existait 109 clubs pratiquant le football gaélique, répartis dans 25 pays.
| Pays       | Ville                        | Club                         |
| ---------- | ---------------------------- | ---------------------------- |
| Allemagne  | Augsbourg                    | Rómhánaigh Augsbourg Óg      |
| Allemagne  | Berlin                       | Berlin GAA                   |
| Allemagne  | Berlin                       | Setanta Berlin GAA           |
| Allemagne  | Cologne                      | Cologne Celtics              |
| Allemagne  | Darmstadt                    | Darmstadt GAA                |
| Allemagne  | Dresde                       | Dresden GAA                  |
| Allemagne  | Düsseldorf                   | Düsseldorf GFC               |
| Allemagne  | Francfort-sur-le-Main        | Eintracht Francfort          |
| Allemagne  | Hambourg                     | Hambourg GAA                 |
| Allemagne  | Munich                       | Munich Colmcilles            |
| Allemagne  | Stuttgart                    | Stuttgart GAA                |
| Autriche   | Salzbourg                    | Salzbourg GAA                |
| Autriche   | Vienne                       | Vienne Gaels                 |
| Belgique   | Bruxelles                    | Belgium GAA                  |
| Belgique   | Bruxelles                    | EC Bruxelles                 |
| Belgique   | Louvain                      | Earls of Leuven              |
| Croatie    | Zagreb                       | Croatian Celts               |
| Danemark   | Aarhus                       | Aarhus GAA                   |
| Danemark   | Copenhague                   | Copenhague GAA               |
| Danemark   | Copenhague                   | Viking Gaels                 |
| Danemark   | Hillerød                     | Hillerød Wolfetones          |
| Danemark   | Odense                       | Odense GAA                   |
| Espagne    | A Estrada                    | Irmamdinhos da Estrada       |
| Espagne    | Barcelone                    | Barcelona Gaels              |
| Espagne    | Barcelone                    | Gaelicos do Gran Sol         |
| Espagne    | Bilbao                       | Bilbao GAA                   |
| Espagne    | Gondomar                     | Turonia Gondomar             |
| Espagne    | Île d'Arousa                 | Dorna GAA                    |
| Espagne    | Lalín                        | Herdeiros de Dhais           |
| Espagne    | Madrid                       | Madrid Harps                 |
| Espagne    | Madrid                       | Madrid Youths                |
| Espagne    | Malaga                       | Celta Malaga                 |
| Espagne    | Marbella                     | Costa Gaels                  |
| Espagne    | La Corogne                   | La Corogne Fillos de Breogán |
| Espagne    | Oleiros                      | Ártabros de Oleiros          |
| Espagne    | Orense                       | Auriense GF                  |
| Espagne    | Poio                         | Lune de Beltane              |
| Espagne    | Saint-Jacques-de-Compostelle | Estrela Vermelha             |
| Espagne    | Séville                      | Éire Óg Séville              |
| Espagne    | Sitges                       | Sitges Eagles                |
| Espagne    | Valence                      | Sant Vicent GAA              |
| Espagne    | Vitoria-Gasteiz              | St. Patrick's Gasteiz        |
| Espagne    | Vigo                         | Keltoi Vigo                  |
| Espagne    | Vigo                         | Independiente FC             |
| Estonie    | Tallinn                      | Dun an Esti                  |
| Espagne    | Saragosse                    | Saragosse GAA                |
| Finlande   | Helsinki                     | Helsinki Harps               |
| Finlande   | Oulu                         | Oulu Irish Elks              |
| Finlande   | Tampere                      | Tampere Hammers              |
| France     | Agen                         | Écureuils d'Agen             |
| France     | Angers                       | Anjou Gaels                  |
| France     | Antibes                      | Azur Gaels                   |
| France     | Arthon                       | GFC Arthon                   |
| France     | Bordeaux                     | Bordigaela GF                |
| France     | Brest                        | GF Bro-Leon                  |
| France     | Clermont-Ferrand             | Clermont Gaels               |
| France     | Grenoble                     | Grenoble Alpes Gaels         |
| France     | Guérande                     | Gwenrann FG                  |
| France     | Le Havre                     | FG Le Havre                  |
| France     | Le Mans                      | Le Mans Gaels                |
| France     | La Fare-les-Oliviers         | GF Prouvenço                 |
| France     | Liffré                       | EGHB Liffré                  |
| France     | Lille                        | Lille GAA                    |
| France     | Lorient                      | Lorient GAC                  |
| France     | Lyon                         | Lugdunum CLG                 |
| France     | Mondeville                   | FG Mondeville Normandy       |
| France     | Montpellier                  | Montpellier GAA              |
| France     | Nantes                       | Nantes GAA                   |
| France     | Niort                        | Niort Gaels                  |
| France     | Paris                        | Paris Gaels                  |
| France     | Pas-en-Artois                | GAA Kilienne                 |
| France     | Pau                          | Pau Béarn SC                 |
| France     | Quimper                      | Kerne FG                     |
| France     | Rennes                       | Ar Gwazi Gouez               |
| France     | Rostrenen                    | Bleizi Rostrenn              |
| France     | Saint-Brieuc                 | GF Bro Sant Brieg            |
| France     | Saint-Coulomb                | Goélands Gaëlics St. Coulomb |
| France     | Strasbourg                   | Strasbourg UC                |
| France     | Toulouse                     | Tolosa Gaels                 |
| France     | Vannes                       | Gwened Vannes                |
| Gibraltar  | Gibraltar                    | Gibraltar Gaels              |
| Guernesey  | Saint-Pierre-Port            | Guernsey Gaels               |
| Hongrie    | Budapest                     | Budapest Gaels               |
| Islande    | Reykjavik                    | Reykjavík Keltar             |
| Italie     | Milan                        | Sant'Ambrogio Milano GAA     |
| Italie     | Rome                         | Rome Hibernia                |
| Italie     | Rome                         | Lazio Rome                   |
| Jersey     | Saint-Hélier                 | Jersey Irish                 |
| Luxembourg | Luxembourg                   | GSC Luxembourg               |
| Norvège    | Oslo                         | Oslo GAA                     |
| Pays-Bas   | Amsterdam                    | Amsterdam GAC                |
| Pays-Bas   | Eindhoven                    | Eindhoven Shamrocks          |
| Pays-Bas   | Groningue                    | Groningue Gaels              |
| Pays-Bas   | La Haye                      | CLG La Haye                  |
| Pays-Bas   | Maastricht                   | Maastricht Gaels             |
| Pays-Bas   | Nimègue                      | Nimègue GAA                  |
| Pologne    | Bydgoszcz                    | Bydgoszcz GLC                |
| Pologne    | Varsovie                     | Cumann Varsovie              |
| Pologne    | Wroclaw                      | Éire Óg Wroclaw              |
| Portugal   | Lisbonne                     | LX Celtiberos                |
| Russie     | Moscou                       | Seamus Heaneys               |
| Russie     | Moscou                       | Moscou Shamrocks             |
| Russie     | Oulianovsk                   | Simbirisk Celts              |
| Slovaquie  | Bratislava                   | Slovak Shamrocks             |
| Suède      | Gävle                        | Gavle GAA                    |
| Suède      | Göteborg                     | Göteborg GAA                 |
| Suède      | Malmö                        | Malmö GAA                    |
| Suède      | Sandviken                    | Sandviken Gaels              |
| Suède      | Stockholm                    | Stockholm Gaels              |
| Suisse     | Bâle                         | Bâle GAA                     |
| Suisse     | Genève                       | Genêve Gaels                 |
| Suisse     | Soleure                      | Midland GAC                  |
| Suisse     | Zurich                       | Zurich Inneoin               |
| Tchéquie   | Prague                       | Prague Hibernians            |
| Tchéquie   | Strakonice                   | Píobairí Strakonice          |

## Carte des Clubs
| \| Nantes Rennes Guérande Liffré Lorient Vannes Brest Saint-Brieuc Coutances Lille Paris Niort Lyon Clermont-Ferrand Toulouse Bucarest Budapest Helsinki Oslo Padoue Prague Rome Stockholm Vienne Barcelone \| Localisation des clubs |
| Nantes Rennes Guérande Liffré Lorient Vannes Brest Saint-Brieuc Coutances Lille Paris Niort Lyon Clermont-Ferrand Toulouse Bucarest Budapest Helsinki Oslo Padoue Prague Rome Stockholm Vienne Barcelone                              |